# Liga dos Campeões da CONCACAF de 2010–11 – Fase Preliminar
As partidas de ida da fase preliminar da Liga dos Campeões da CONCACAF de 2010-11 foram disputadas nos dias 27, 28 e 29 de julho, enquanto que as de volta nos dias 3, 4 e 5 de agosto.
| Equipe 1            | Total | Equipe 2              | 1.º jogo | 2.º jogo |
| ------------------- | ----- | --------------------- | -------- | -------- |
| FAS                 | 3–1   | Xelajú                | 1–1      | 2–0      |
| Brujas              | 4–6   | Joe Public            | 2–2      | 2–4      |
| San Juan Jabloteh   | 0–6   | Santos Laguna         | 0–1      | 0–5      |
| San Francisco       | 2–9   | Cruz Azul             | 2–3      | 0–6      |
| Los Angeles Galaxy  | 3–5   | Puerto Rico Islanders | 1–4      | 2–1      |
| Tauro               | 2–4   | Marathón              | 0–3      | 2–1      |
| Seattle Sounders FC | 2–1   | Isidro Metapán        | 1–0      | 1–1      |
| Toronto             | 3–2   | Motagua               | 1–0      | 2–2      |

## Chave 1
| 30 de Julho de 2010 | CD FAS    | 1 – 1 | Xelajú                     | Estadio Cuscatlán, San Salvador          |
| 21:00 UTC-3         | Reyes 44' |       | Crossa 42' · De Castro 57' | Público: 4,200 Árbitro: Francisco Chacón |

| 5 de Agosto de 2010 | Xelajú | 0 – 2 | CD FAS         | Estadio Nacional Mateo Flores, Cidade da Guatemala |
| 23:00 UTC-3         |        |       | Bentos 41' 77' | Público: 8,000 Árbitro: Hugo Cruz                  |

## Chave 2
| 28 de Julho de 2010 | Brujas                 | 2 – 2 | Joe Public                  | Eladio Rosabal Cordero, Heredia          |
| 23:00 UTC-3         | Núñez 2' · Cordero 66' |       | Baptiste 13' · T.Noel 90+1' | Público: 253 Árbitro: Juan Carlos Guerra |

| 5 de Agosto de 2010 | Joe Public                                             | 4 – 2 | Brujas                | Estádio Marvin Lee, Tunapuna           |
| 21:00 UTC-3         | Baptiste 8' · Mitchell 39' · Lewis 45' · Toussaint 76' |       | Arias 63' · Núñez 72' | Público: 500 Árbitro: Valdin Ledgister |

## Chave 3
| 27 de Julho de 2010 | San Juan Jabloteh | 0 – 1 | Santos Laguna | Estádio Marvin Lee, Tunapuna            |
| 21:00 UTC-3         |                   |       | Ruiz 83'      | Público: 763 Árbitro: Stanley Lancaster |

| 4 de Agosto de 2010 | Santos Laguna                                                    | 5 – 0 | San Juan Jabloteh | Estadio Corona, Torreón            |
| 23:00 UTC-3         | J.R.Reyes 3' 80' · Salinas 46' · C.Quintero 73' · A.González 83' |       |                   | Público: 10,000 Árbitro: Paul Ward |

## Chave 4
| 27 de Julho de 2010 | San Francisco              | 2 – 3 | Cruz Azul        | Estadio Agustín Sánchez, La Chorrera |
| 23:35 UTC-3         | E.Jiménez 20' · Torres 44' |       | Villa 3' 54' 71' | Público: 725 Árbitro: Neal Brizan    |

| 3 de setembro de 2010 | Cruz Azul                                                   | 6 – 0 | San Francisco | Estadio Azul, Cidade do México         |
| 21:00 UTC-3           | Orozco 11' 45' 84' · Maxi Biancucchi 18' 90+2' · García 71' |       |               | Público: 5,000 Árbitro: Walter Quesada |

## Chave 5
| 28 de agosto de 2010 | Los Angeles Galaxy      | 1 – 4 | Puerto Rico Islanders                    | Home Depot Center, Carson             |
| 22:00 UTC-3          | R.Martinez 83' (contra) |       | Foley 26' · Addlery 45' 81' · Hansen 56' | Público: 6,783 Árbitro: Raymond Bogle |

| 4 de Agosto de 2010 | Puerto Rico Islanders | 1 – 2 | Los Angeles Galaxy                | Estadio Juan Ramón Loubriel, Bayamón   |
| 21:00 UTC-3         | Foley 33' (pên)       |       | Vélez 37' (contra) · Franklin 84' | Público: 12,993 Árbitro: Trevor Taylor |

## Chave 6
| 28 de Julho de 2010 | Tauro | 0 – 3 | Marathón                                | Estádio Giancarlo Gronchi, Cidade do Panamá |
| 21:00 UTC-3         |       |       | Labariñas 24' 59' · Milton Palacios 35' | Público: 1,237 Árbitro: Marlon Mejia        |

| 4 de Agosto de 2010 | Marathón      | 1 – 2 | Tauro                 | Estadio Olímpico Metropolitano, San Pedro Sula |
| 23:00 UTC-3         | Labariñas 24' |       | Luis Renteria 26' 45' | Público: 2,528 Árbitro: Mark Geiger            |

## Chave 7
| 28 de Julho de 2010 | Seattle Sounders FC | 1 – 0 | Isidro Metapán | Qwest Field, Seattle                      |
| 23:00 UTC-3         | Montero 60'         |       |                | Público: 17,228 Árbitro: Ricardo Arellano |

| 3 de Agosto de 2010 | Isidro Metapán | 1 – 1 | Seattle Sounders FC | Estadio Cuscatlán, San Salvador     |
| 23:00 UTC-3         | Canales 18'    |       | Fernández 75'       | Público: 1,083 Árbitro: Jose Pineda |

## Chave 8
| 27 de Julho de 2008 | Toronto FC  | 1 – 0 | Motagua | BMO Field, Toronto                    |
| 21:00 UTC-3         | Barrett 20' |       |         | Público: 18,891 Árbitro: Terry Vaughn |

| 3 de Agosto de 2010 | Motagua        | 2 – 2 | Toronto FC                   | Estádio Tiburcio Carías Andino, Tegucigalpa |
| 21:00 UTC-3         | Guevara 6' 64' |       | De Rosario 59' · Barrett 79' | Público: 8,000 Árbitro: Luis Rodriguez      |